# Wereldkampioenschap honkbal onder 15
Het Wereldkampioenschap honkbal onder 15 is een internationaal honkbaltoernooi voor spelers onder 15 dat onder de auspiciën van de International Baseball Federation (IBAF) wordt georganiseerd. Het eerste toernooi vond plaats in 1989 in Japan.

## Uitslagen
| Wereldkampioenschap honkbal voor de jeugd | Wereldkampioenschap honkbal voor de jeugd | Wereldkampioenschap honkbal voor de jeugd | Wereldkampioenschap honkbal voor de jeugd | Wereldkampioenschap honkbal voor de jeugd | Wereldkampioenschap honkbal voor de jeugd |
| ----------------------------------------- | ----------------------------------------- | ----------------------------------------- | ----------------------------------------- | ----------------------------------------- | ----------------------------------------- |
| Jaar                                      | Gastland                                  |                                           | Medaillewinnaars                          | Medaillewinnaars                          | Medaillewinnaars                          |
| Jaar                                      | Gastland                                  | Goud                                      | Zilver                                    | Brons                                     |                                           |
| 1989                                      | Japan                                     | Japan                                     | Chinees Taipei                            | China                                     |                                           |
| 1990                                      | Mexico                                    | Japan                                     | Brazilië                                  | Cuba                                      |                                           |
| 1991                                      | Australië                                 | Chinees Taipei                            | Japan                                     | Brazilië                                  |                                           |
| 1993                                      | Brazilië                                  | Brazilië                                  | Chinees Taipei                            | Zuid-Korea                                |                                           |
| 1994                                      | Mexico                                    | Cuba                                      | Dominicaanse Republiek                    | Brazilië                                  |                                           |
| 1995                                      | Brazilië                                  | Cuba                                      | Brazilië                                  | Verenigde Staten                          |                                           |
| 1996                                      | Japan                                     | Zuid-Korea                                | Cuba                                      | Chinees Taipei                            |                                           |
| 1997                                      | Taiwan                                    | Cuba                                      | Chinees Taipei                            | Australië                                 |                                           |
| 1998                                      | Verenigde Staten                          | Verenigde Staten                          | Chinees Taipei                            | Venezuela                                 |                                           |
| 2001                                      | Mexico                                    | Verenigde Staten                          | Venezuela                                 | Australië                                 |                                           |
| 2003                                      | Taiwan                                    | Verenigde Staten                          | Chinees Taipei                            | Cuba                                      |                                           |
| 2005                                      | Mexico                                    | Cuba                                      | Verenigde Staten                          | Australië                                 |                                           |
| 2007                                      | Venezuela                                 | IBAF trok de organisatie terug.           | IBAF trok de organisatie terug.           | IBAF trok de organisatie terug.           |                                           |
| 2009                                      | Taiwan                                    | Verenigde Staten                          | Cuba                                      | Mexico                                    |                                           |
| 2011                                      | Mexico                                    | Verenigde Staten                          | Cuba                                      | Japan                                     |                                           |
| Wereldkampioenschap honkbal onder 15      |                                           |                                           |                                           |                                           |                                           |
| Jaar                                      | Gastland                                  |                                           | Medaillewinnaars                          | Medaillewinnaars                          | Medaillewinnaars                          |
| Jaar                                      | Gastland                                  | Goud                                      | Zilver                                    | Brons                                     |                                           |
| 2012                                      | Chihuahua, Mexico                         | Venezuela                                 | Cuba                                      | Chinees Taipei                            |                                           |
| 2014                                      | Mazatlán, Mexico                          | Cuba                                      | Verenigde Staten                          | Venezuela                                 |                                           |
| 2016                                      | Japan                                     | Cuba                                      | Japan                                     | Verenigde Staten                          |                                           |
| 2018                                      | Panama                                    | Verenigde Staten                          | Panama                                    | Chinees Taipei                            |                                           |